# Trial by Fire
Trial by Fire: Live in Leningrad je prvi koncertni album švedskog glazbenika, gitarista Yngwie Malmsteena. Diskografska kuća PolyGram objavila ga je 17. listopada 1989. Većina skladbi je instrumentalna koja dosta vuče na rock i heavy metal iz 1970-ih, a prisutan jei na albumima "Machine Head", "ELP's" i  "Tarkus" sastava Deep Purple. Album je završio na 31. mjestu švedske ljestvice i 128. mjestu ljestvice Billboard 200. Godine 2006. album je objavljen na DVD-u u Japanu. 

## Popis pjesama
Tekstovi i glazba: Yngwie J. Malmsteen, osim gdje je navedeno drugačije. 
| Br. | Skladba                                                                   | Tekstopisac     | Skladatelj | Trajanje |
| --- | ------------------------------------------------------------------------- | --------------- | ---------- | -------- |
| 1.  | »Liar«                                                                    |                 |            | 3:56     |
| 2.  | »Queen in Love«                                                           |                 |            | 3:56     |
| 3.  | »Deja Vu«                                                                 | Joe Lynn Turner |            | 4:08     |
| 4.  | »Far Beyond the Sun« (instrumentalna skladba)                             |                 |            | 8:17     |
| 5.  | »Heaven Tonight«                                                          | Turner          |            | 4:29     |
| 6.  | »Dreaming (Tell Me)«                                                      | Turner          |            | 6:34     |
| 7.  | »You Don't Remember, I'll Never Forget«                                   |                 |            | 6:04     |
| 8.  | »Guitar Solo (Trilogy Suite Op 5/Spasebo Blues)« (instrumentalna skladba) |                 |            | 10:16    |
| 9.  | »Crystal Ball«                                                            | Turner          |            | 6:03     |
| 10. | »Black Star« (instrumentalna skladba)                                     |                 |            | 6:09     |
| 11. | »Spanish Castle Magic« (obrada Jimija Hendrixa)                           | Jimi Hendrix    | Hendrix    | 6:44     |

Video izdanje
1. "Intro – Heaven Tonight"
2. "Rising Force"
3. "Liar"
4. "Queen in Love"
5. "Deja Vu"
6. "You Don't Remember, I'll Never Forget"
7. "Crystal Ball"
8. "Far Beyond the Sun"
9. "Dreaming (Tell Me)"
10. "Fury"
11. "Guitar Solo (Trilogy Suite Op. 5 / Spasebo Blues)"
12. "Heaven Tonight"
13. "Riot in the Dungeons"
14. "Black Star"
15. "Spanish Castle Magic"
16. "End Titles (Heaven Tonight)"

## Osoblje
| Yngwie J. Malmsteen - Yngwie J. Malmsteen – gitara, bas pedale, prateći vokal, produkcija, miks, koncept naslovnici - Joe Lynn Turner – vokal - Barry Dunaway – bas-gitara, prateći vokal - Jens Johansson – klavijature - Anders Johansson – bubnjevi | Ostalo osoblje - Mikael Johansson – fotografije - Chris Thompson – umjetnički smjer - David Lau – dizajn - Tony Platt – snimanje - Mark Dearnley – miks - Matthew Budd – asistent miksanja - Howie Weinberg – mastering |